# منبع جی

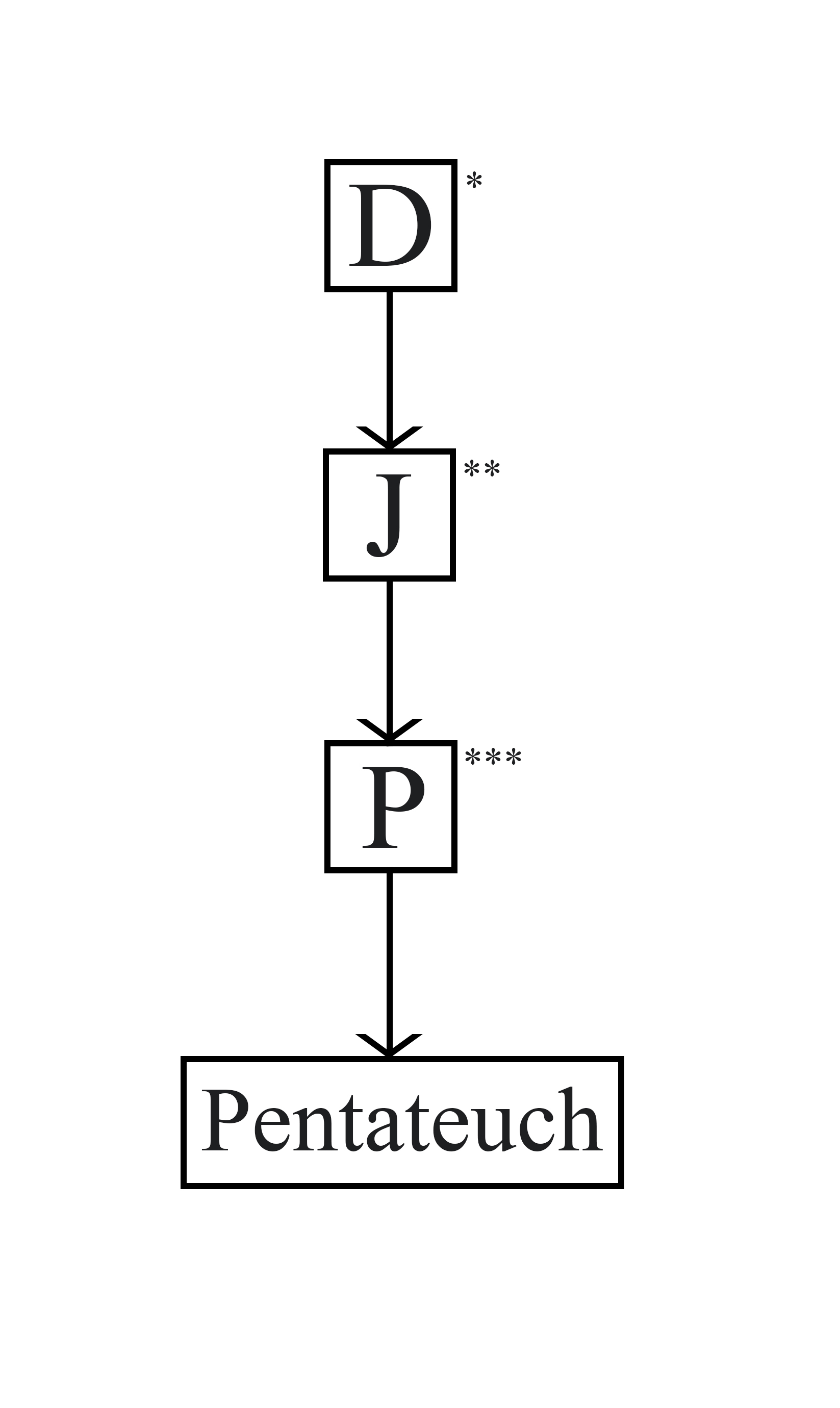
یکی از نمودارهای فرضی و مورد قبول دربارهٔ پروسه شکل‌گیری تورات. منبع جی با حرف J نشان داده شده‌است. Pentateuch همان تورات است.

منبع جی یا منبع یهوه‌ای یا منبع یهوی (به انگلیسی: Jahwist یا Yahwist) یکی از مورد قبول‌ترین منابع استفاده شده توسط نویسندگان تورات است. گروهی از محققان، به خصوص در اروپا، وجود یک منبع جی واحد را رد می‌کنند اما گروهی دیگر از آنان اعتقاد دارند که منبع جی وجود داشته‌است و در زمان تبعید در بابل شکل گرفته‌است. محققان این منبع را «منبع یهوه‌ای» (یا به اختصار منبع جی، بر اساس تلفظ آلمانی یهوه) را نام نهاده‌اند زیرا یکی از مشخصه‌های مطالب آن در تورات این است که خدای اسرائیل را از آغاز یهوه می‌نامد. سه منبع دیگر تورات (پی، ای و دی) را روحانیون اسرائیلی نوشته‌اند اما منبع جی ظاهراً محصول دربار سلطنتی اسرائیل بوده‌است. ریچارد فرایدمن به دلیل حضور پررنگ شخصیت‌های زن در منبع جی (مانند داستان تولد موسی که یوکابد، میریام و دختر فرعون نقش‌های اصلی آن هستند) معتقد است امکان دارد نویسنده منبع جی نیز خود یک زن بوده باشد.